# Hermannia floribunda
Hermannia floribunda är en malvaväxtart som beskrevs av William Henry Harvey. Hermannia floribunda ingår i släktet Hermannia och familjen malvaväxter. Inga underarter finns listade i Catalogue of Life.

## Bildgalleri

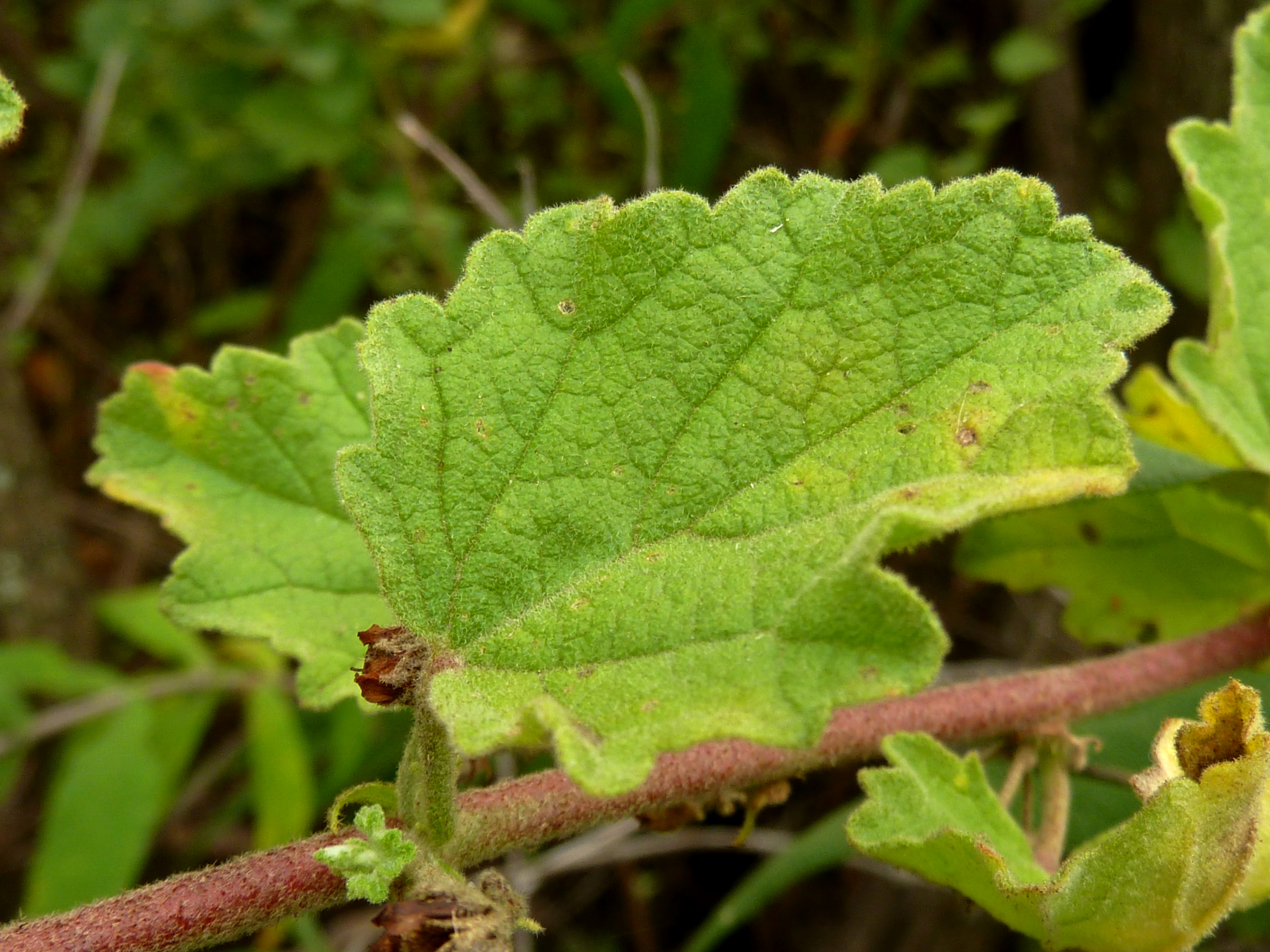
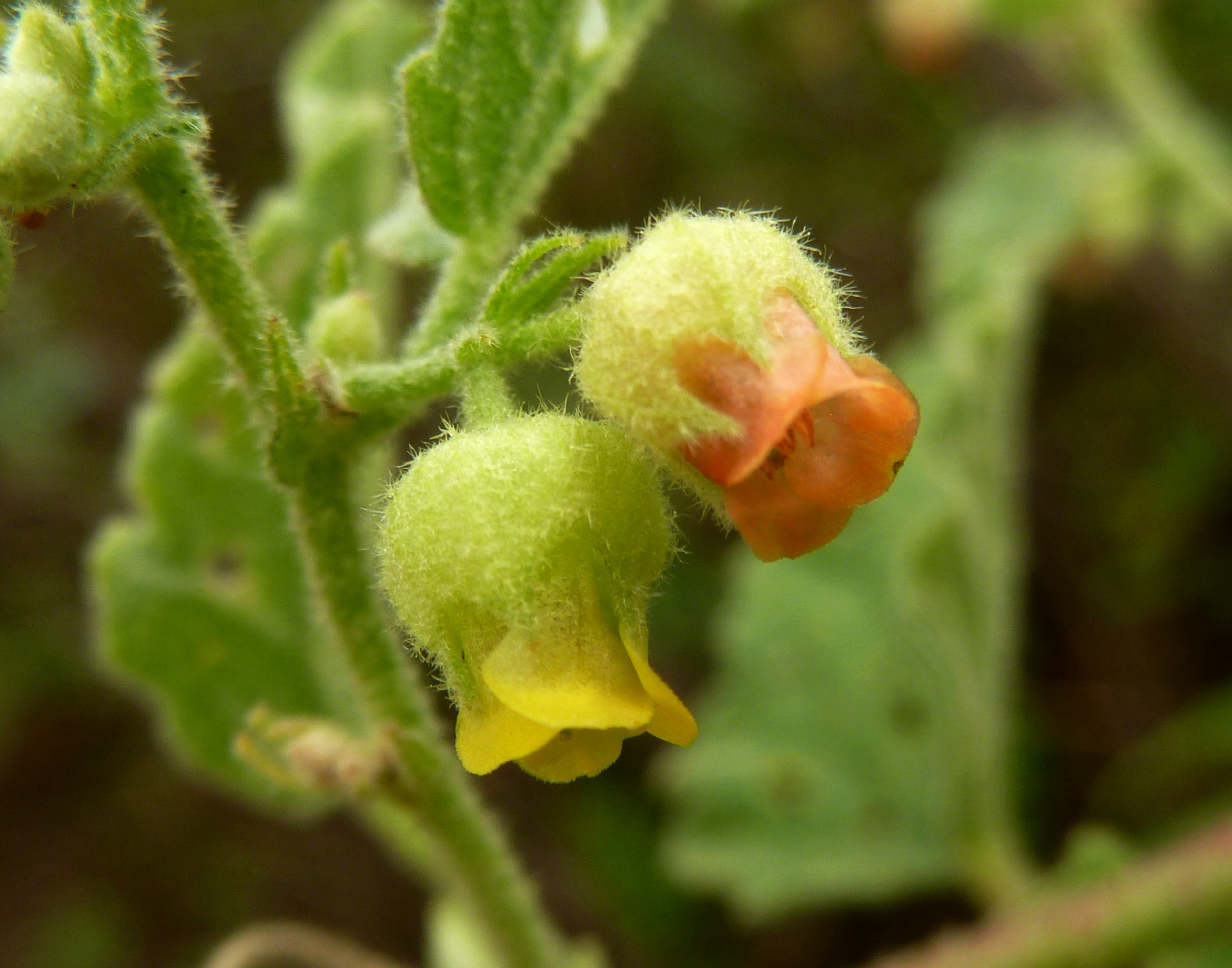
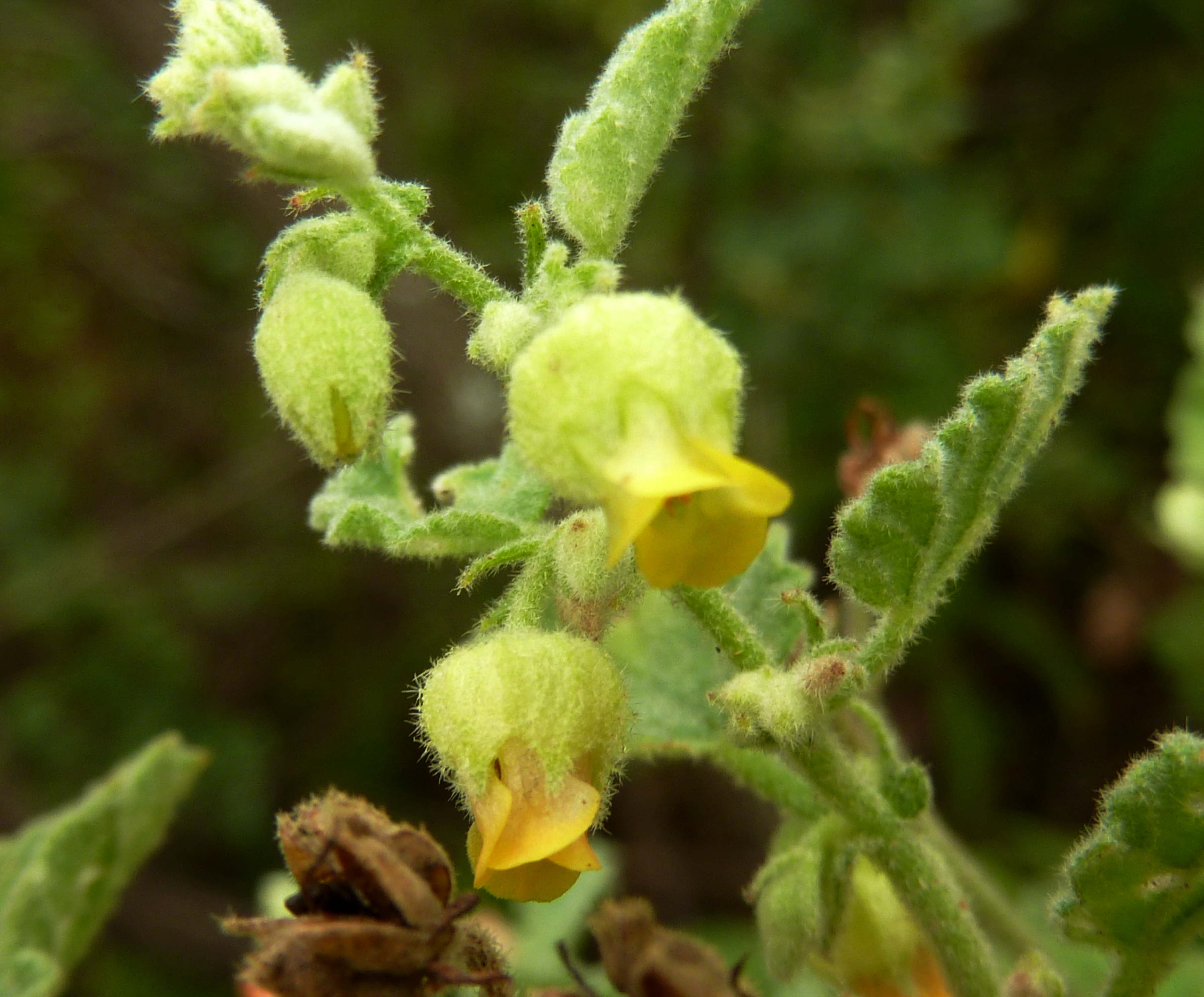
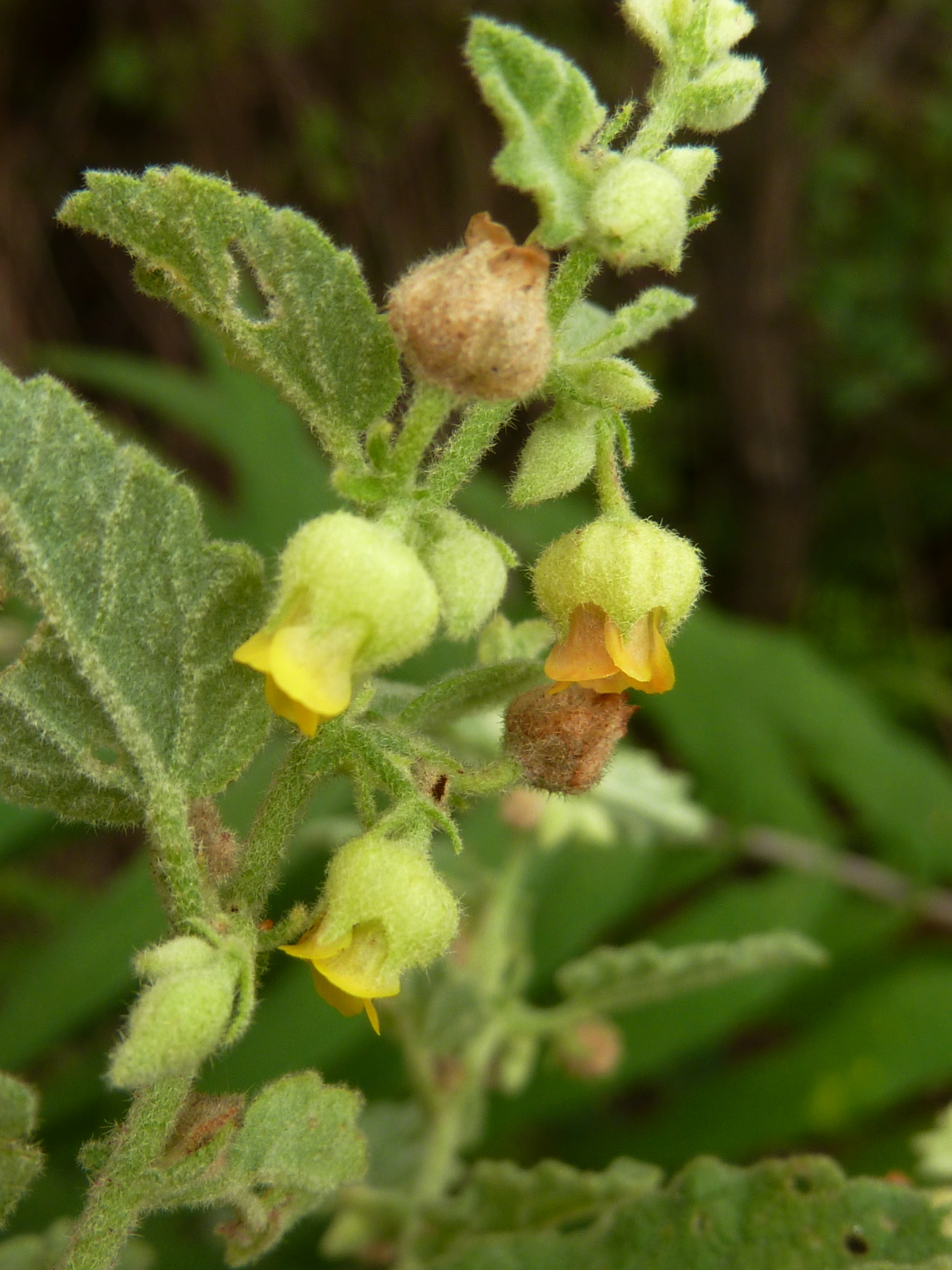
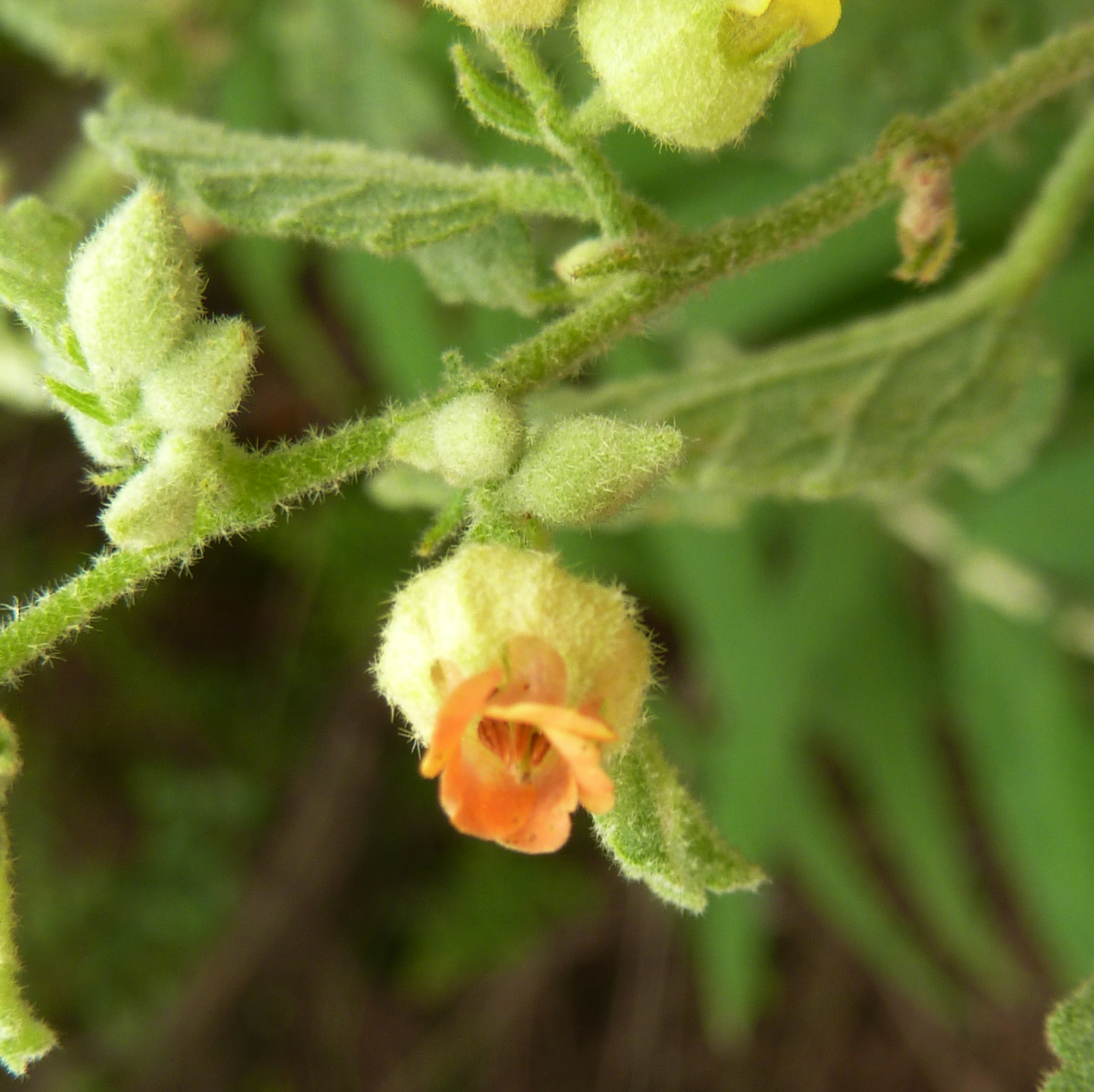